# Feuerschiff Amrumbank
Das Feuerschiff Amrumbank wurde in den Jahren 1914/1915 von der Werft Jos. L. Meyer in Papenburg/Ems im Auftrag des preußischen Ministeriums der öffentlichen Arbeiten gebaut. Es wurde als Amrumbank II 1919 Nachfolger des später zerstörten Feuerschiffs Amrumbank.

## Laufbahn
Die Amrumbank II wurde als bemanntes Feuerschiff mit 12 Besatzungsmitgliedern eingesetzt, die im 14-täglichen Wechsel ihren Dienst versahen. Erstmals ausgelegt wurde das 1917 abgelieferte Motorschiff 1918 zu Kriegsmaßnahmen vor der Eidermündung, ab 1919 dann auf der Station Amrumbank vor der Westküste Schleswig-Holsteins, wo es mit kurzer Unterbrechung bis 1939 zum Einsatz kam.
Während seiner 65-jährigen Dienstzeit lag das Schiff an unterschiedlichen Orten vor Anker, bis es 1969 auf seine letzte Position, Deutsche Bucht (54° 5′ N, 7° 26′ O), verlegte. Diese Positionsangabe verblieb auch nach Außerdienststellung des Feuerschiffs an dessen Bordwänden. Seine Aufgabe übernahm am 10. Oktober 1983 zunächst das Feuerschiff Kiel III, ab 1986 dann eine an etwas versetzter Position ausgelegte Großtonne (54° 11′ N, 7° 28′ O) bzw. ein unbemanntes Feuerschiff.

## Das Feuerschiff heute
Am 19. Oktober 1983 wurde das Schiff außer Dienst gestellt, durch die Wasser- und Schifffahrtsdirektion Nordwest an den Verein Museums-Feuerschiff Amrumbank/Deutsche Bucht e. V. übergeben und im Stichkanal in Emden zu einem Museumsschiff umgebaut, das heute im Emder Ratsdelft besichtigt werden kann.

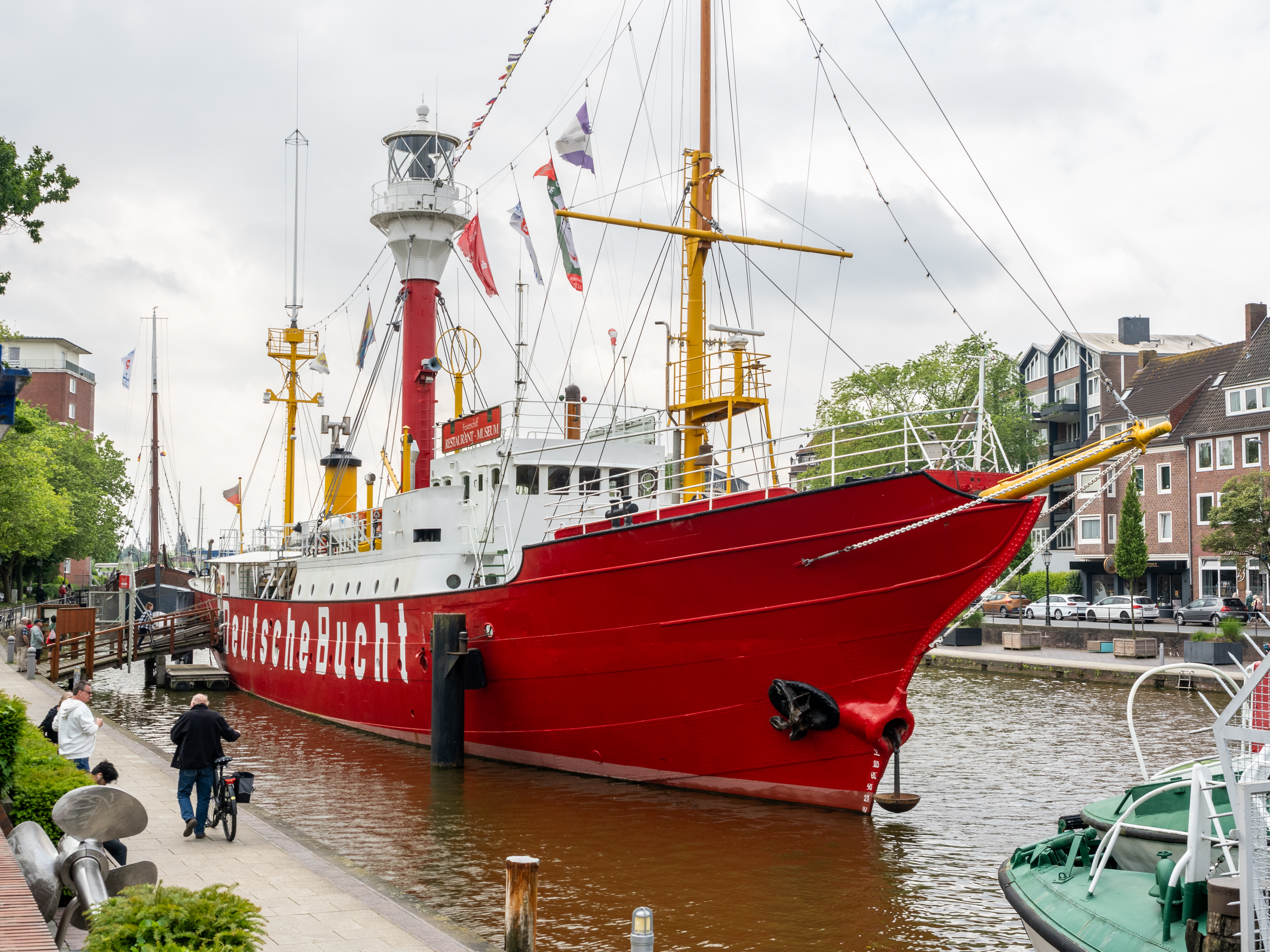
Feuerschiff "Amrumbank", Restaurant & Museum

Das Schiff beinhaltet dort in der ausgebauten Backbordseite ein Schifffahrtsmuseum. Dieses Museum wurde 2013, zum 30. Jubiläum, renoviert und durch Mitarbeiter des Ostfriesischen Landesmuseums Emden neugestaltet. Neben der Seezeichentechnik wird die Geschichte und Entwicklung des Feuerschiffes Amrumbank, das Leben und Arbeiten an Bord, die Navigation und die Kommunikation zur See präsentiert. Besucher haben ebenfalls Gelegenheit, den Maschinenraum zu besichtigen. Die Maschine der Amrumbank ist noch voll funktionsfähig und das Schiff fährt jährlich aus der Ems hinaus. 
Die frühere Messe im Deckhaus wurde zu einem Restaurant mit maritimem Flair umgebaut. Als Klubraum des Gästebetriebes dient die umgebaute, aber noch voll funktionsfähige Brücke. Im ehemaligen Kartenraum betreibt der „Deutsche Amateur-Radio-Club“ eine Funkstation mit dem Rufzeichen DFØMF.
Auf dem Schiff befindet sich ein Trauzimmer des Standesamtes der Stadt Emden. Offizielle Trauungen werden im Kapitäns-Salon oder auf der Brücke durchgeführt.

## Vorgänger
Der vom gleichen Ministerium durch das Königliche Wasserbauamt Husum in Auftrag gegebene Vorgängerbau, später Amrumbank I genannt, ein Dampfschiff mit Reservebesegelung, war 1906/07 ausgeführt und auf der damals neu eingerichteten Position „Amrumbank“ ausgelegt worden, wo er bis zum Ersten Weltkrieg verblieb. Seit Indienststellung der Amrumbank II 1919 wurde das Schiff, nun umgetauft in Reserve Tönning, bis 1939 als Reservefeuerschiff genutzt. Mit Beginn des Zweiten Weltkriegs wurde aus ihm die Dow 124, die der Kriegsmarine bis zu ihrer Versenkung 1944 in der Kieler Bucht als Hafenschutzboot diente.